# Creature stellari di Cthulhu
Le Creature stellari di Cthulhu sono creature lovecraftiane del ciclo dei Miti di Cthulhu.
Così vengono chiamati gli Cthulhi, somiglianti a piccole versioni di Cthulhu, ma anche i Sommersi.

## Background
Gli Cthulhi (noti anche come Guardiani di R'Lyeh, Genia del Dormiente o Maestri) non sembrano avere scopi precisi, ma fanno forse parte di un esercito d'invasione creato dagli Antichi per riaffermare il loro dominio sull'Universo. Se ciò fosse vero, visti i loro poteri e avendo l'onore di essere tanto rassomiglianti ad una divinità, ragionevolmente sarebbero una specie di truppa d'élite. La qual cosa, se vera, potrebbe confermare Cthulhu come divinità più potente del Pantheon lovecraftiano, dato che i (probabili) soldati più potenti dell'esercito divino portano le sue sembianze. Fisicamente hanno colori più spenti di quelli di Cthulhu, e sono anche più piccoli. Di certo sono più nerboruti del dio, che invece ha braccia molto sottili con dita flessuose, quantunque colossali. I loro corpi sembrano mancare di alcuni degli ornamenti presenti invece nella loro divina controparte: per l'esattezza, i loro tentacoli mancano di bocche, le ali, i ventri e le articolazioni sono sprovvisti di speroni e gli occhi hanno un aspetto differente (meno intelligente).